# Ranunculus moeszii
Ranunculus moeszii är en ranunkelväxtart som beskrevs av Sóo. Ranunculus moeszii ingår i släktet ranunkler, och familjen ranunkelväxter. Inga underarter finns listade i Catalogue of Life.